# کیث اندروز
کیت جوزف اندروز (انگلیسی: Keith Joseph Andrews؛ زادهٔ ۱۳ سپتامبر ۱۹۸۰) بازیکن پیشین و مربی فوتبال اهل ایرلند است که در پست هافبک دفاعی بازی می‌کرد. او هم‌اکنون سرمربی باشگاه برنتفورد در لیگ برتر فوتبال انگلستان است.
اندروز فوتبال حرفه‌ای خود را از باشگاه فوتبال ولورهمپتون واندررز آغاز کرد و به‌عنوان جوان‌ترین کاپیتان این باشگاه در یک قرن اخیر شناخته شد. او سپس برای تیم‌هایی مانند هال سیتی و میلتون کینز دونز بازی کرد و طی دوران حضورش در ولورهمپتون، به‌صورت قرضی به باشگاه‌های آکسفورد یونایتد، استوک سیتی و والسال پیوست.
در میلتون کینز دونز، بازوبند کاپیتانی را در اختیار داشت و با گلزنی در بازی‌های کلیدی، این تیم را مراحل پایانی جام اتحادیه رساند. همچنین در فینال جام اتحادیه در ورزشگاه ومبلی گلزنی کرد و در تیم منتخب فصل اتحادیه بازیکنان حرفه‌ای قرار گرفت.
او در سپتامبر ۲۰۰۸ به بلکبرن راورز پیوست و سه فصل در این تیم حضور داشت که شامل دوران قرضی در ایپسویچ تاون نیز بود. پس از مدتی کوتاه در وست برومویچ آلبیون، اندروز به بولتون واندررز رفت و سپس به‌صورت قرضی برای برایتون اند هوو آلبیون، واتفورد و مجدداً میلتون کینز دونز به میدان رفت. او در تابستان ۲۰۱۵ از فوتبال حرفه‌ای خداحافظی کرد.
اندروز بین سال‌های ۲۰۰۸ تا ۲۰۱۲ عضو تیم ملی فوتبال جمهوری ایرلند بود و ۳۵ بازی ملی انجام داد. او همچنین یکی از بازیکنان حاضر در یورو ۲۰۱۲ بود.